# Соуза, Жозе Леандро де
Жозе де Соуза Леандро (порт. José Leandro de Souza; 14 мая 1985, Ньяндеара, Сан-Паулу, Бразилия) — бразильский футболист, полузащитник клуба «Маринга».

## Биография
Является воспитанником клуба «Матсубара».
С 2004 года по 2008 год выступал за донецкий «Металлург». В январе 2008 года перешёл в киевский «Арсенал», подписал контракт на два года. За киевлян Леандро не провёл ни одного матча.
В январе 2009 года перешёл на правах аренды в бразильский клуб «Парана», а уже феврале покинул клуб.
В 2010 году выступал за клуб из четвёртой лиги (Серия D) Бразилии «Эспортиво», сыграв всего 4 матча. В 2010 году перешёл в клуб из четвёртой лиги Бразилии (Серия D) «Операрио Ферровиарио».